# Запашный, Михаил Сергеевич
Михаи́л Серге́евич Запа́шный (24 июня 1900, Российская империя — 9 сентября 1982, СССР) — советский артист, основатель цирковой династии Запашных.

## Биография
Родился 24 июня 1900 года в Российской империи.
Михаил Запашный не имел цирковых корней и пришёл на манеж, будучи портовым грузчиком в Ейске — после Гражданской войны большую силу молодого человека заметил борец Иван Поддубный, и тот предложил Михаилу попробовать себя в цирке, в самом популярном тогда жанре французской борьбы.
Выступать Михаил начал под псевдонимом «Орлёнок». Тем не менее его не устраивала простая демонстрация физической силы, и молодой борец стал овладевать другими цирковыми жанрами.
Войдя в семью Мильтонов, женившись на их дочери Лидии, Михаил Запашный начал осваивать новый для себя жанр силовой акробатики. Вместе с другом — Георгием Мельченко — он создал номер силовых акробатов в традиционном в ту пору стиле гладиаторов. В афишах они именовались «Братья Мильтонс». Партнёры выступали ещё и с весёлым номером «Акробаты-неудачники», и с опасным — «Акробаты-снайперы».
В 1930-х годах он выступал с номером «Шар смелых» — скоростной ездой на мотоцикле внутри шара. В этом номере впервые вышли на манеж его дети — Вальтер и Мстислав.
В 1954 году братья Запашные в полном составе — Вальтер, Мстислав, Сергей и Игорь — выпустили номер «Акробаты-вольтижёры», равного которому нет до сих пор (источник 2009 года). На VI Всемирном фестивале молодёжи и студентов их отметили золотой медалью.
Умер 9 сентября 1982 года.

### Семья
- Жена — Запашная, Лидия Карловна (1905—1960) — дочь циркового клоуна Карла Томпсона, гастролировавшего в России в конце XIX века под псевдонимом «Мильтон»[5].
- В семье родилось пятеро детей:
  - Сергей (1926—1980);
  - Вальтер (1928—2007);
  - Анна (1931—2021);
  - Мстислав (1938—2016);
  - Игорь (1940—2023).